# زتا ذات‌الکرسی
زتا ذات‌الکرسی یک ستاره است که در صورت فلکی ذات‌الکرسی قرار دارد.